# Strausberg

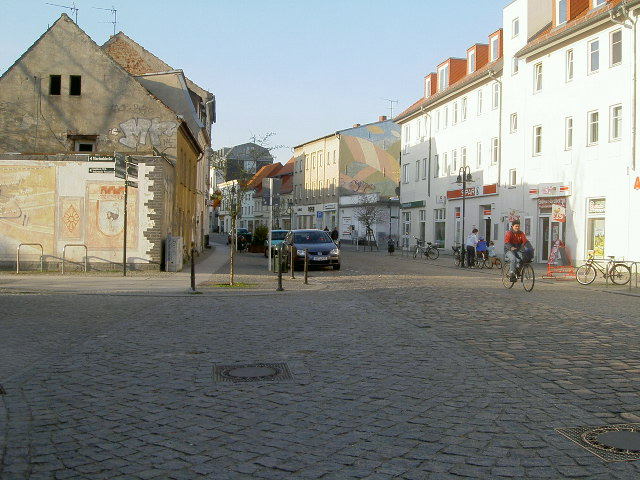
"Altstadt", the old town

Strausberg là một đô thị thuộc huyện Märkisch-Oderland, bang Brandenburg, Đức.

## Hình ảnh

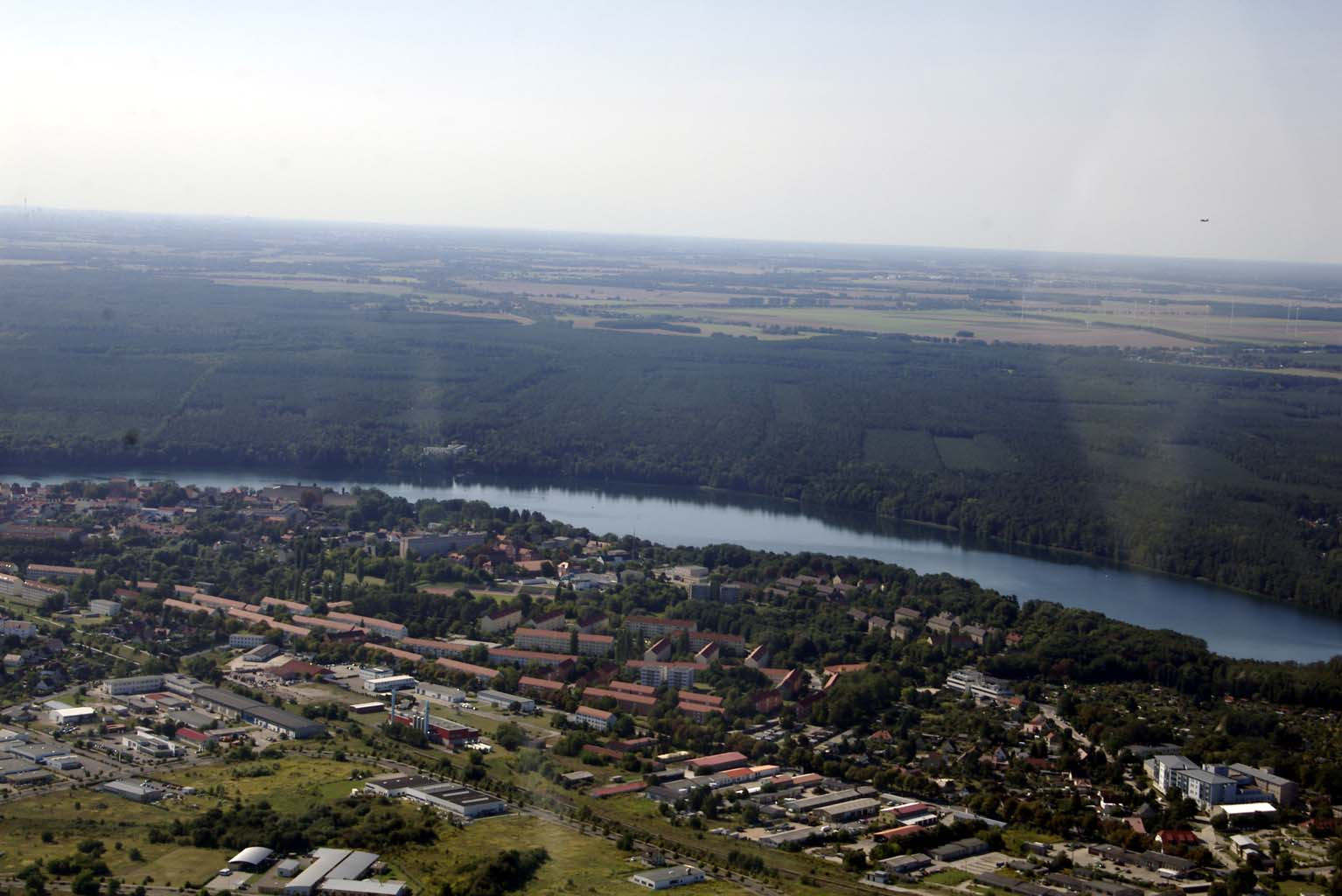
Nhìn từ trên không
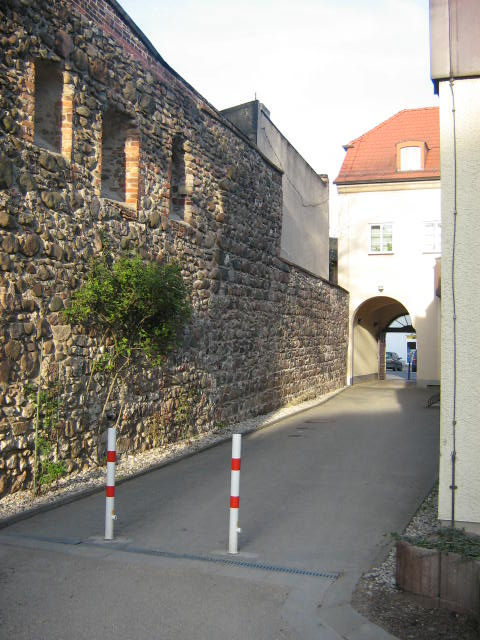
Tường thành cổ
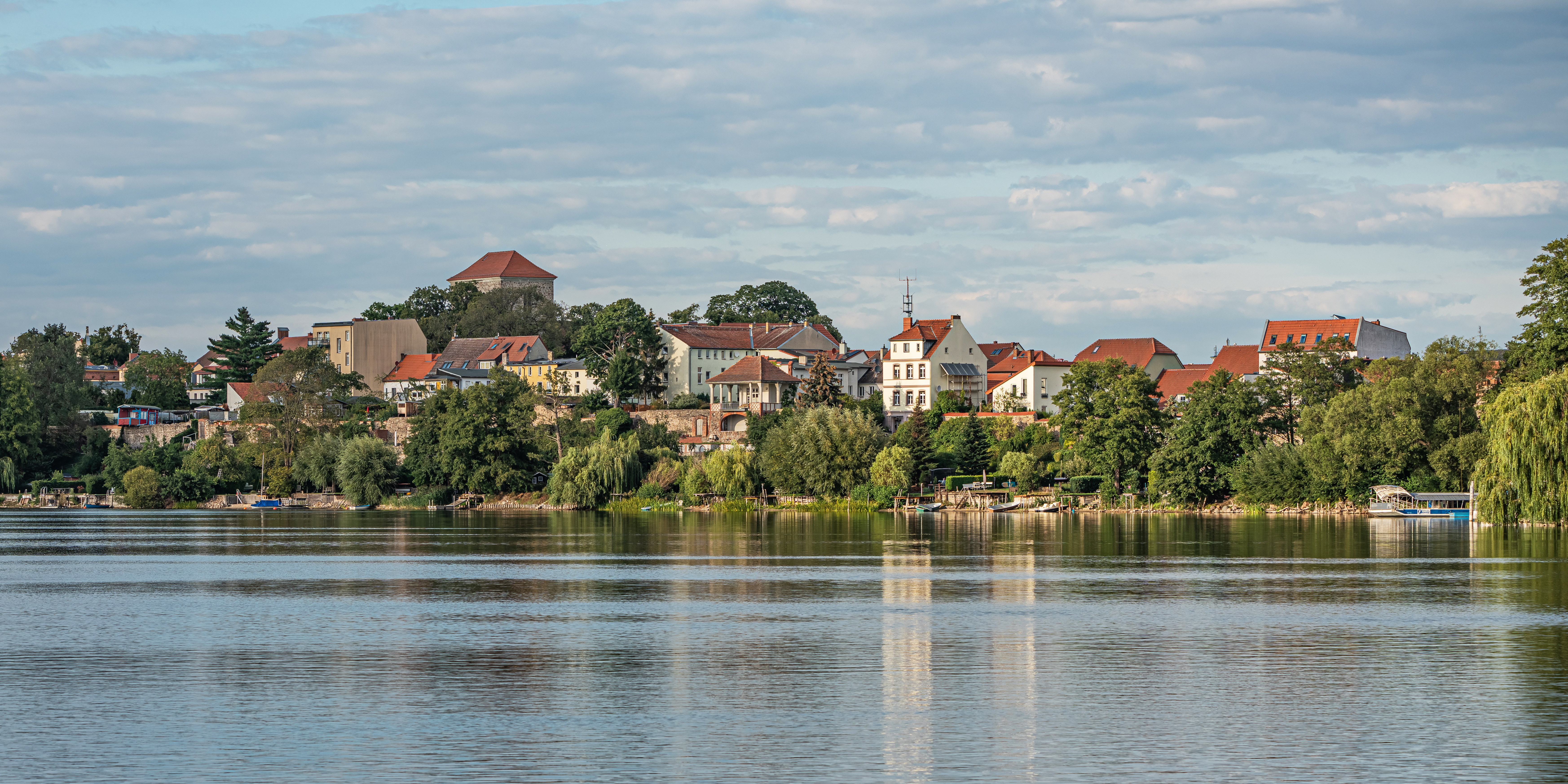
"Straussee"
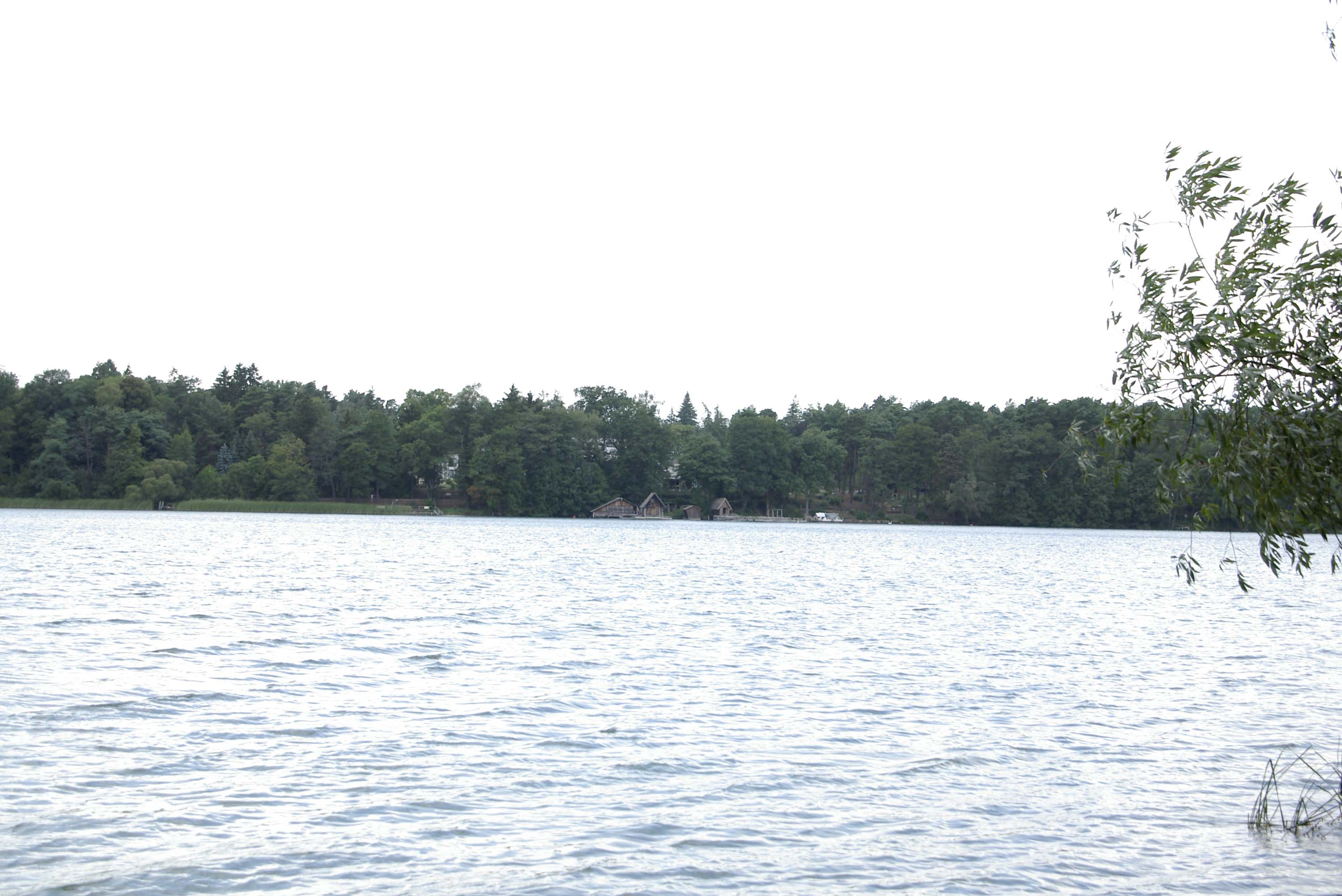
"Strausberger Wald" và mặt hồ

## Thành phố kết nghĩa

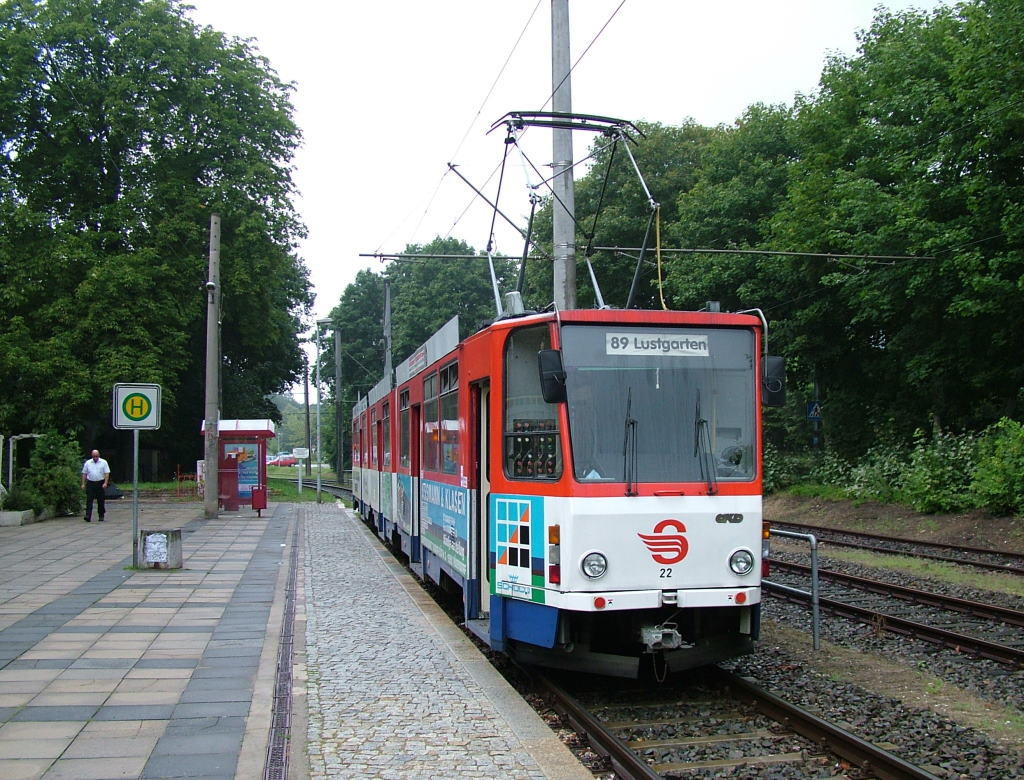
Xe điện 22 ở ga "Vorstadt"

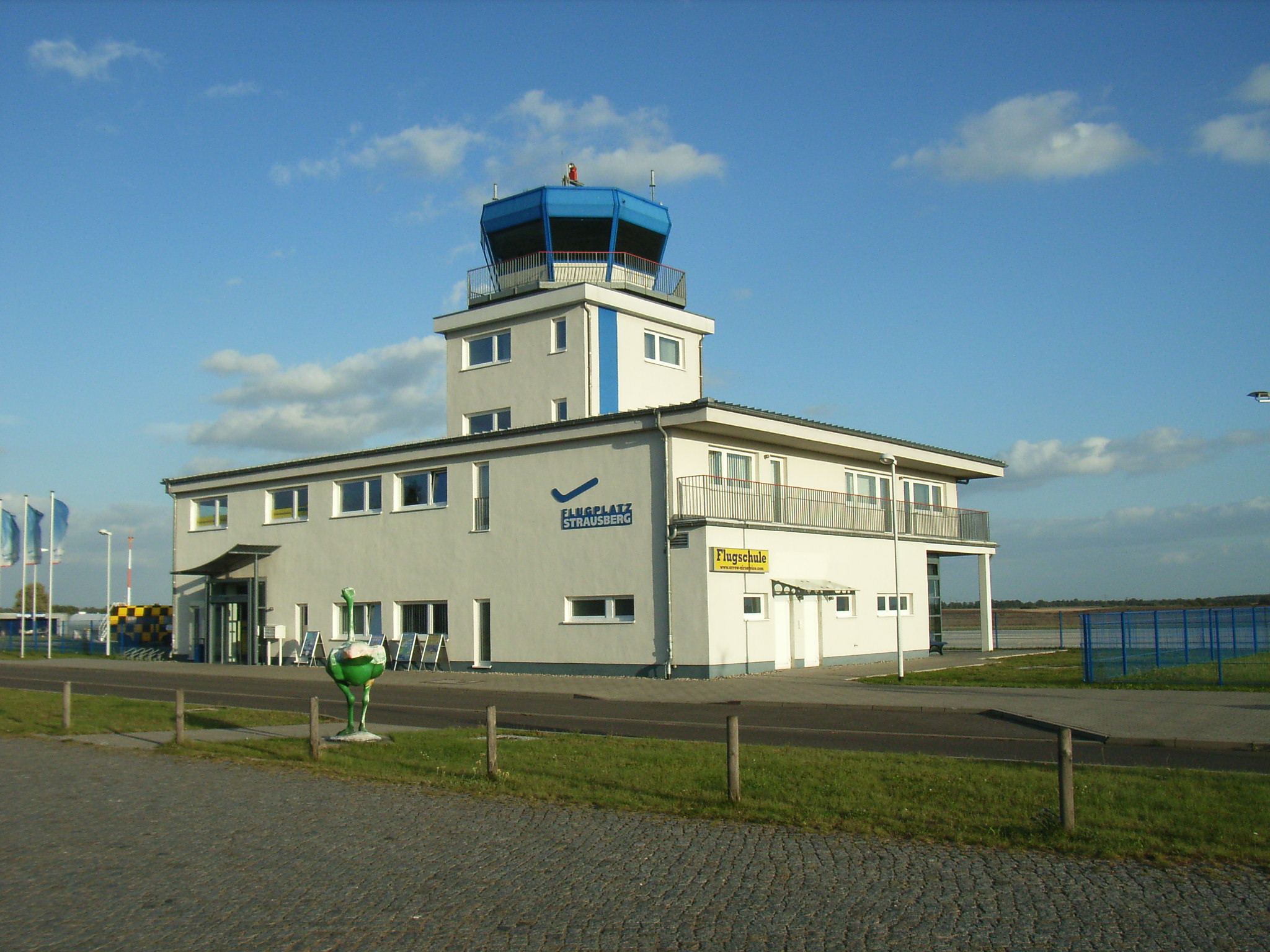
Sân bay

Thành phố kết nghĩa
- Dębno - Ba Lan (1978)
- Frankenthal - Đức (1990)
- Terezín - Cộng hòa Séc (1998)

Các dạng kết nghĩa khác
- Hertha BSC
- Bundeswehr [2] (2001)

## Người nổi tiếng
- Andreas Angelus (1561-1598)
- Johannes Haw (1871-1949)
- Georg Kurtze (19??-1945)
- Gertrud Rossner (1903-1984)
- Sigmund Jähn (1937)
- Michael Gartenschläger (1944-1976)